# Langtaufers

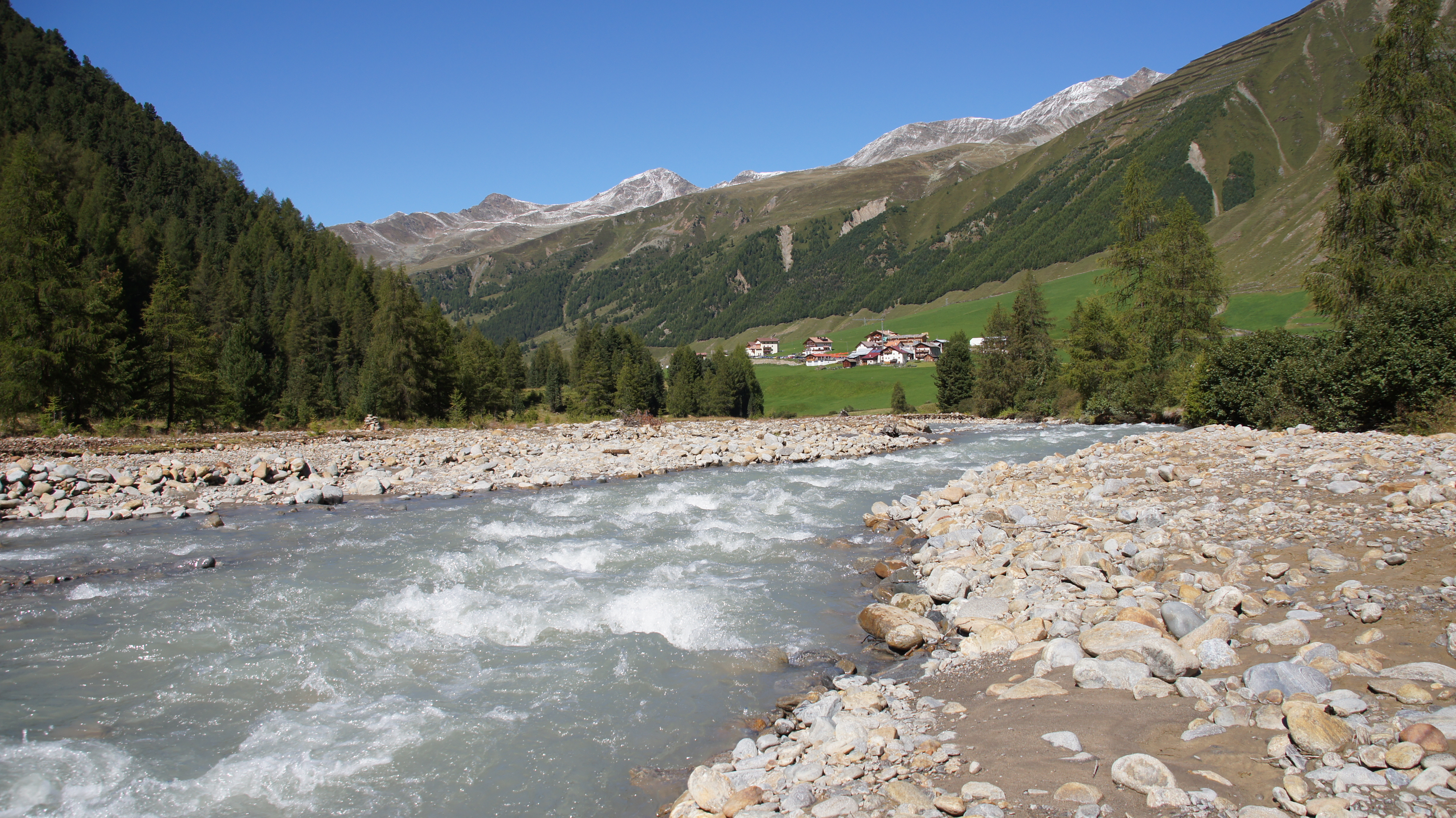
Melag in Langtaufers

Langtaufers (italienisch Vallelunga) ist eine aus mehreren Weilern und Gehöften bestehende Fraktion der Gemeinde Graun im Vinschgau in Südtirol (Italien).

## Geographie
Langtaufers befindet sich im Langtauferer Tal, das beim Dorf Graun in den Vinschgau mündet. Am Talende befinden sich Gletscher der Ötztaler Alpen und die Hochgipfel der Weißkugel (3739 m) und der Weißseespitze (3526 m). Gespeist vom Wasser des Gletschergebiets fließt der Karlinbach durch das Tal und mündet bei Graun in den Reschensee. Das höhenmäßig tiefste Gehöft von Langtaufers liegt auf 1500 m, der höchstgelegene ganzjährig bewohnte Ort in Langtaufers ist der Weiler Melag auf 1915 m. Südseitig liegt die Gebirgsgruppe der Planeiler Berge, nordseitig wird das Tal von den Nauderer Bergen eingerahmt, dahinter grenzt Nordtirol an.

## Geschichte
Das Toponym lässt sich mehrmals in Tirol finden, etwa als Taufers im Münstertal oder Taufers (bei Bruneck), seine Etymologie liegt im Dunkeln.
1928 wurde das bis dato eigenständige Langtaufers der neuen Großgemeinde Graun im Vinschgau zugeschlagen.

## Weiler und Gehöfte

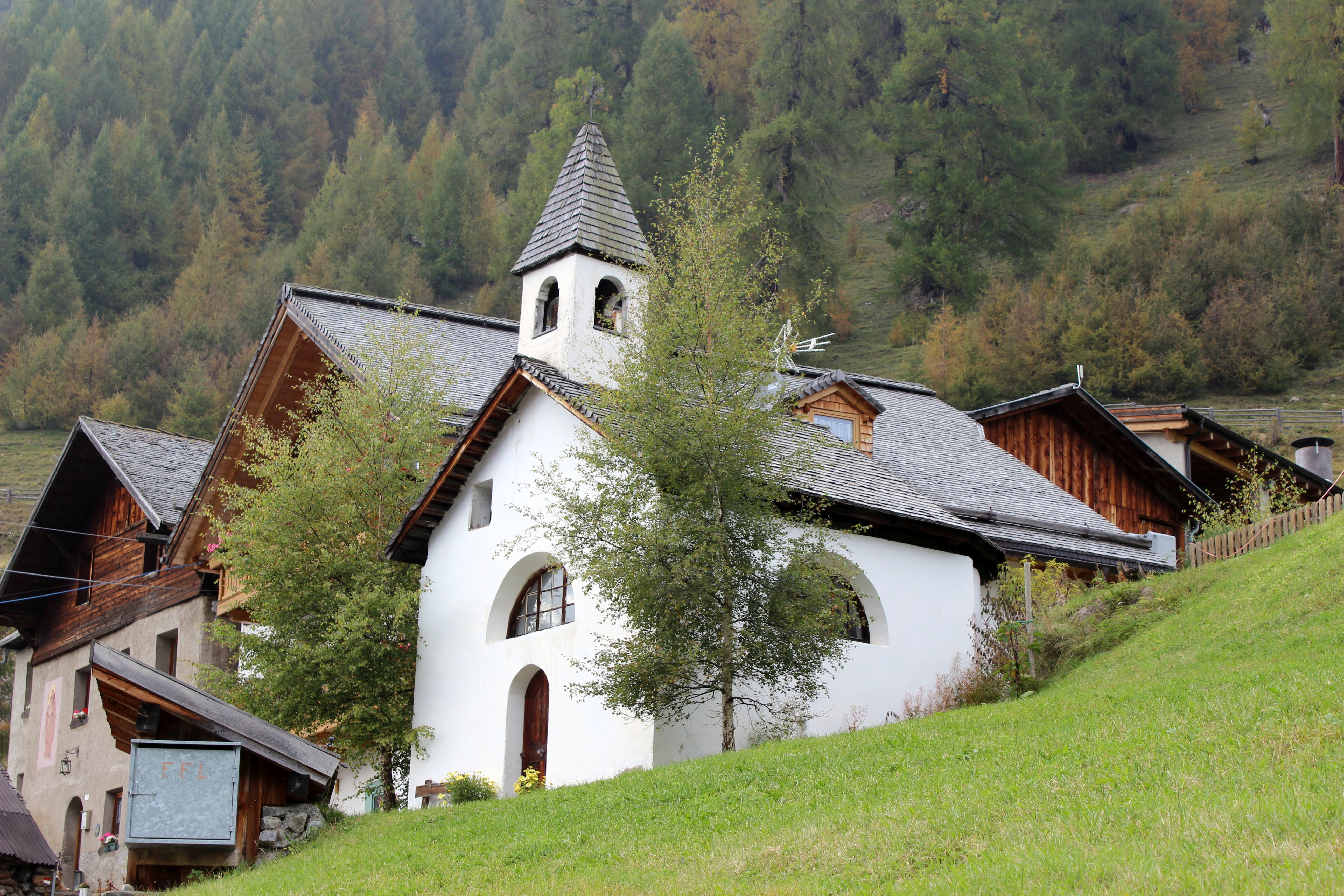
Das Gehöft Pleif in Langtaufers

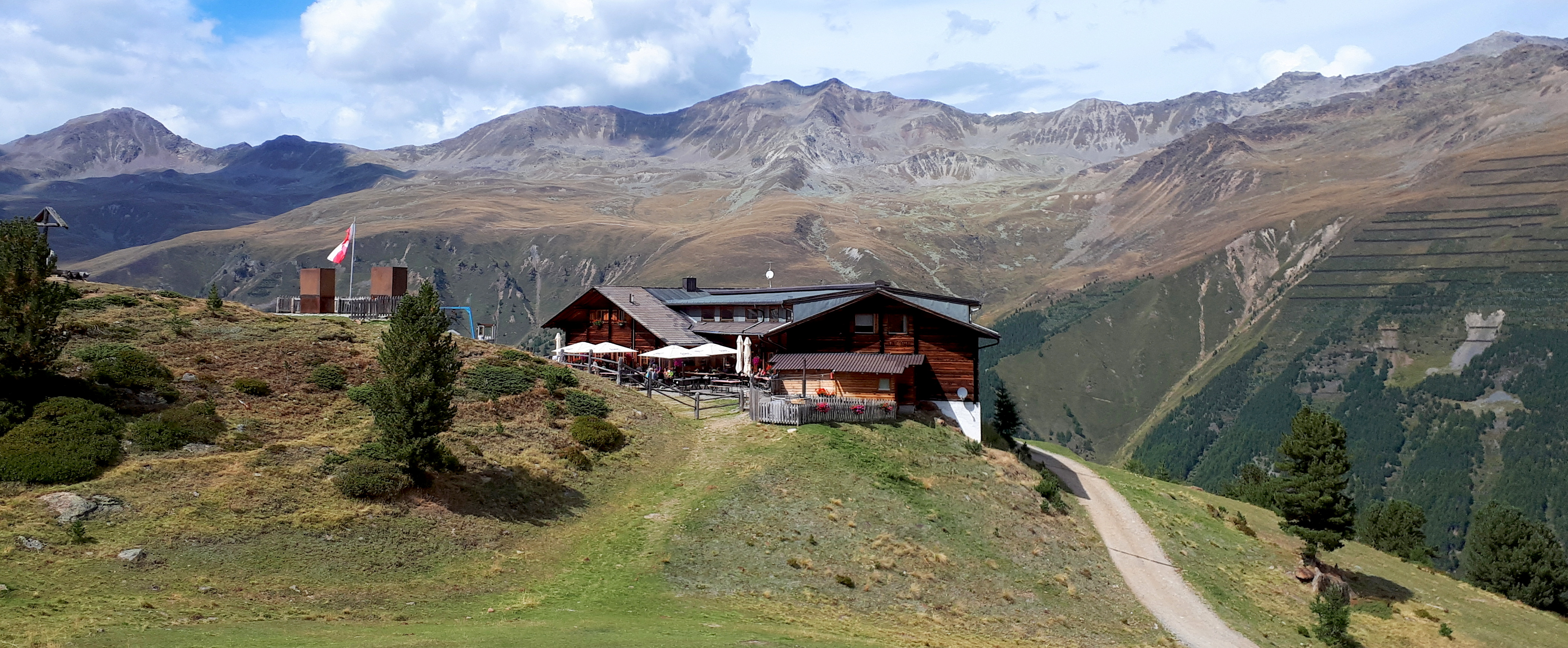
Masebenhütte

Auflistung der Weiler und Gehöfte taleinwärts: Äußere Mühle, Innere Mühle, Schmiede, Malsau, Raffein, Pedross, Lorett, Angerhof, Kapron, Perwarg, Riegl, Zerkaser, Padöll, Pleif, Pazzin, Patscheid, Gschwell, Pratzn, Grub, Kappl/Hinterkirch, Wies, Melag.

## Almen
Auflistung der Almen: Kaproner Alm, Ochsenberger Alm, Paziner Alm, Masebener Alm, Melager Alm.

## Bildung
In Langtaufers gibt es eine Grundschule für die deutsche Sprachgruppe. Daneben gibt es noch eine „Erlebnisschule“, in der Schulklassen aus anderen Orten Südtirols Natur- und Kulturlandschaft sowie die bäuerliche Arbeitswelt erleben können.

## Sport
In Langtaufers befindet sich das kleine Skigebiet Maseben, es verfügt über einen Schlepplift nahe der Maseben-Berghütte. 2014 wurde der zentrale Sessellift stillgelegt, seitdem werden die Gäste mit Pistenraupen vom Parkplatz zur Hütte gebracht. Im Tal gibt es alljährlich mehrere Skilanglauf-Veranstaltungen und Schlittenhunderennen.

## Persönlichkeiten
- Joseph Haid (1801–1858), Bildhauer
- Franz Sales Blaas (1817–1888), Prälat von Wilten
- Maria Ancilla Hohenegger (geb. 1954), elfte Äbtissin von Kloster Säben
- Reinhard Patscheider (1957–1998), Extrembergsteiger